# Дарія Даревич
Да́рія Даре́вич (до шлюбу Зельська; 12 лютого 1939, м. Влоцлавек, Польща) — українська мистецтвознавиця, громадська діячка у Канаді. Докторат з історії мистецтва (1991) отримала в Лондонському університеті за дисертацію «Soviet Ukrainian Painting c. 1955–1978: New Currents and Undercurrents».

## Життєпис
Закінчила Манітобський університет (Вінніпеґ, 1960); Йоркський університет (Торонто, 1986, звання магістра мистецтв). Учителювала (1962—1966); у 1976–1986 — вчителька історії українського мистецтва на суботніх курсах українознавства в Торонто; з 1982 — кураторка українських мистецьких виставок у Канаді; редакторка галузі мистецтва й авторка статей в Encyclopedia of Ukraine (Toronto; Buffalo; London, 1993, t. 3—5); з 1991 — викладачка історії європейського мистецтва та української культури в Йоркському університеті. Авторка численних публікацій про українських митців в Україні та діаспорі.
Чоловік Ю. Даревич.

## Громадська діяльність
Голова Крайової пластової старшини (1978—1982) та НТШ у Канаді (з 2000, дійсний член з 1986). Членкиня Української спілки образотворчих мистців Канади (від 1975) та Університетської мистецької асоціації Канади (1984—2004); членкиня ради директорів Конґресу Українців Канади (від 2002).

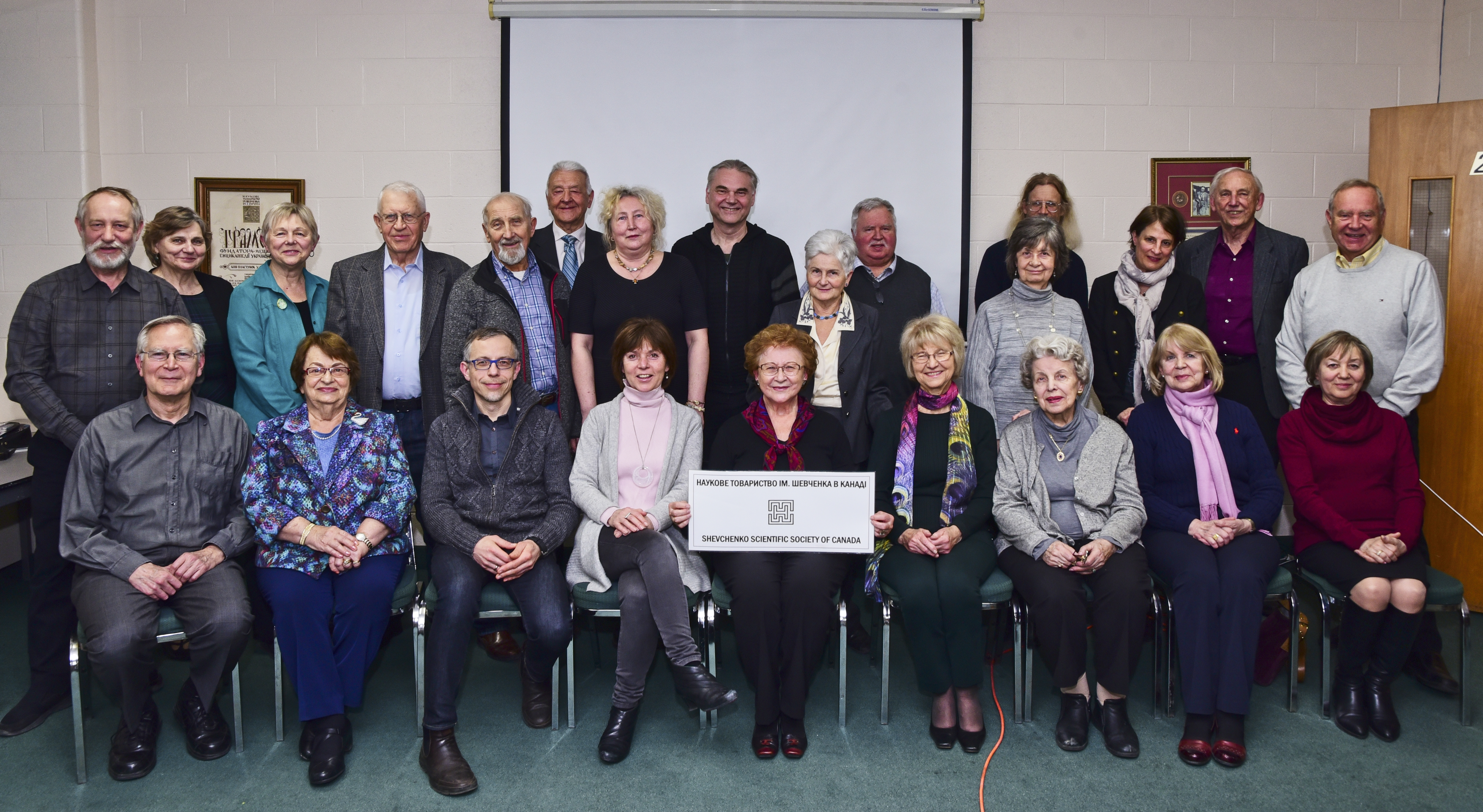
Колективне фото відділу НТШ в Торонто. Дарія Даревич сидить посередині.

## Наукові праці, монографії
- Сучасні мистці України. Торонто, 1982;
- Мирон Левицький. Торонто, 1985;
- Іван Остафійчук. Торонто, 1989;
- Розвиток українського малярства // Дух України. Вінніпеґ, 1991;
- Зображення суспільного і політичного устрою у графіці Тараса Шевченка // Світи Тараса Шевченка. Нью-Йорк, 1991;
- Сто екслібрісів Мирона Левицького. Торонто, 1997;
- Три покоління Холодних. Нью-Йорк, 2001;
- Images and Evocations of the Famine-Genocide in Ukrainian Art // Canadian American Slavic Studies. 2003. Т. 47, № 3;
- Збірка Галини Горюн-Левицької. К., 2006;
- Українська культура і мистецтво крізь віки // Укр. модернізм 1910—30. К., 2006;
- 50-ліття Української Спілки Образотворчих Мистців в Канаді. Торонто, 2006.